# Nationalist Congress Party

Das Banner der Nationalist Congress Party zeigt auf dem Hintergrund der indischen Flagge eine Uhr, deren Zeiger auf 10:10 Uhr stehen.

Die Nationalist Congress Party (NCP) (Hindi: राष्ट्रवादी कॉँग्रेस पक्ष, rāṣṭrabādī kȏṅgres pakṣa) ist eine Partei in Indien. Sie entstand 1999 als Abspaltung der Kongresspartei und hat ihren Schwerpunkt im Bundesstaat Maharashtra.

## Geschichte
Die Nationalist Congress Party wurde am 12. Mai 1999 durch Sharad Pawar, Purno Agitok Sangma und Tariq Anwar gegründet, da sie gegen die Wahl der gebürtigen Italienerin Sonia Gandhi zur Parteiführerin der Kongresspartei opponierten. Infolgedessen wurden die drei am 20. Mai 1999 aus der Kongresspartei ausgeschlossen. Zum Zeitpunkt der Gründung ging auch der Indian Congress (Socialist) – Sarat Chandra Sinha (ICS(SCS)), eine 1984 entstandene Abspaltung des Indian Congress (Socialist), in der neugegründeten Partei auf. Sangma verließ die NCP jedoch 2004 aufgrund von Differenzen mit Sharad Pawar und aus Opposition gegen die von diesem vertretene enge Allianz der NCP mit der Kongresspartei und verbündete sich mit dem All India Trinamool Congress, einer anderen Abspaltung der Kongresspartei in Westbengalen. Später wurde er jedoch wieder in der NCP als deren Generalsekretär aktiv.
Die NCP versteht sich selbst als eine Partei, die nach eigenem Bekunden für Demokratie, eine säkulare Gesellschaftsordnung in der Tradition Gandhis, soziale Gerechtigkeit und den Föderalismus sowie die nationale Einheit eintritt. Die Partei versteht sich als Alternative zur Kongresspartei und zur hinduistischen Bharatiya Janata Party (BJP).
Die politischen Schwerpunkte der NCP liegen im Bundesstaat Maharashtra. Außer in Maharashtra ist die NCP zumindest zeitweise auch in den Bundesstaaten Arunachal Pradesh, Gujarat, Kerala, Manipur, Meghalaya, Nagaland, Odisha und Uttar Pradesh im Parlament vertreten. Hier spielt sie aber mit ein bis fünf Abgeordneten nur eine untergeordnete Rolle.
Im Jahr 2012 gründete Purno Agitok Sangma, einer der NCP-Gründer, eine eigene Partei, die National People’s Party, die ihren Schwerpunkt vor allem im Bundesstaat Meghalaya hatte. Dadurch gingen der NCP ihre bisherigen Wähleranteile in Meghalaya größtenteils verloren. Sangma hatte bereits zwischen 2004 und 2005 mit seinen Anhängern vorübergehend die NCP verlassen.
Zwischen 2004 und 2014 war die NCP Mitglied in dem von der Kongresspartei angeführten Parteienbündnis United Progressive Alliance (UPA). Im Vorfeld der Parlamentswahl in Maharashtra im Oktober 2014 verließ die NCP diese Allianz, da sie sich mit der Kongresspartei nicht auf gemeinsame Wahlkreisabsprachen einigen konnte.
Bei der gesamtindischen Wahl zur Lok Sabha 2009 erhielt die NCP landesweit 8,5 Millionen Stimmen (2,04 Prozent) und gewann (wie auch bei der Wahl 2004) neun Sitze (1,7 Prozent; acht Sitze in Maharashtra, einer in Meghalaya). In der danach gebildeten Koalitionsregierung unter Premierminister Manmohan Singh stellte die NCP zwei Ministerposten. Bei der Wahl zur Lok Sabha 2014 verlor die NCP als Verbündete der Kongresspartei wie diese deutlich an Stimmen und kam auf 1,6 % der Stimmen und sechs Parlamentsmandate (fünf in Maharashtra, eines in Bihar). Seitdem befindet sie sich in der Opposition.

## Bisherige Wahlergebnisse
Außer in Maharashtra ist bzw. war die NCP auch mit einigen wenigen Abgeordneten in anderen bundesstaatlichen Parlamenten vertreten.
| Jahr | Wahl                               | Parlamentssitze |
| ---- | ---------------------------------- | --------------- |
| 1999 | Wahl zur Lok Sabha 1999            | 8/543           |
| 1999 | Parlamentswahl in Maharashtra 1999 | 58/288          |
| 2004 | Wahl zur Lok Sabha 2004            | 9/543           |
| 2004 | Parlamentswahl in Maharashtra 2004 | 71/288          |
| 2009 | Wahl zur Lok Sabha 2009            | 9/543           |
| 2009 | Parlamentswahl in Maharashtra 2009 | 62/288          |
| 2014 | Wahl zur Lok Sabha 2014            | 6/543           |
| 2014 | Parlamentswahl in Maharashtra 2014 | 41/288          |